# Mauser belge
 (juillet 2024).

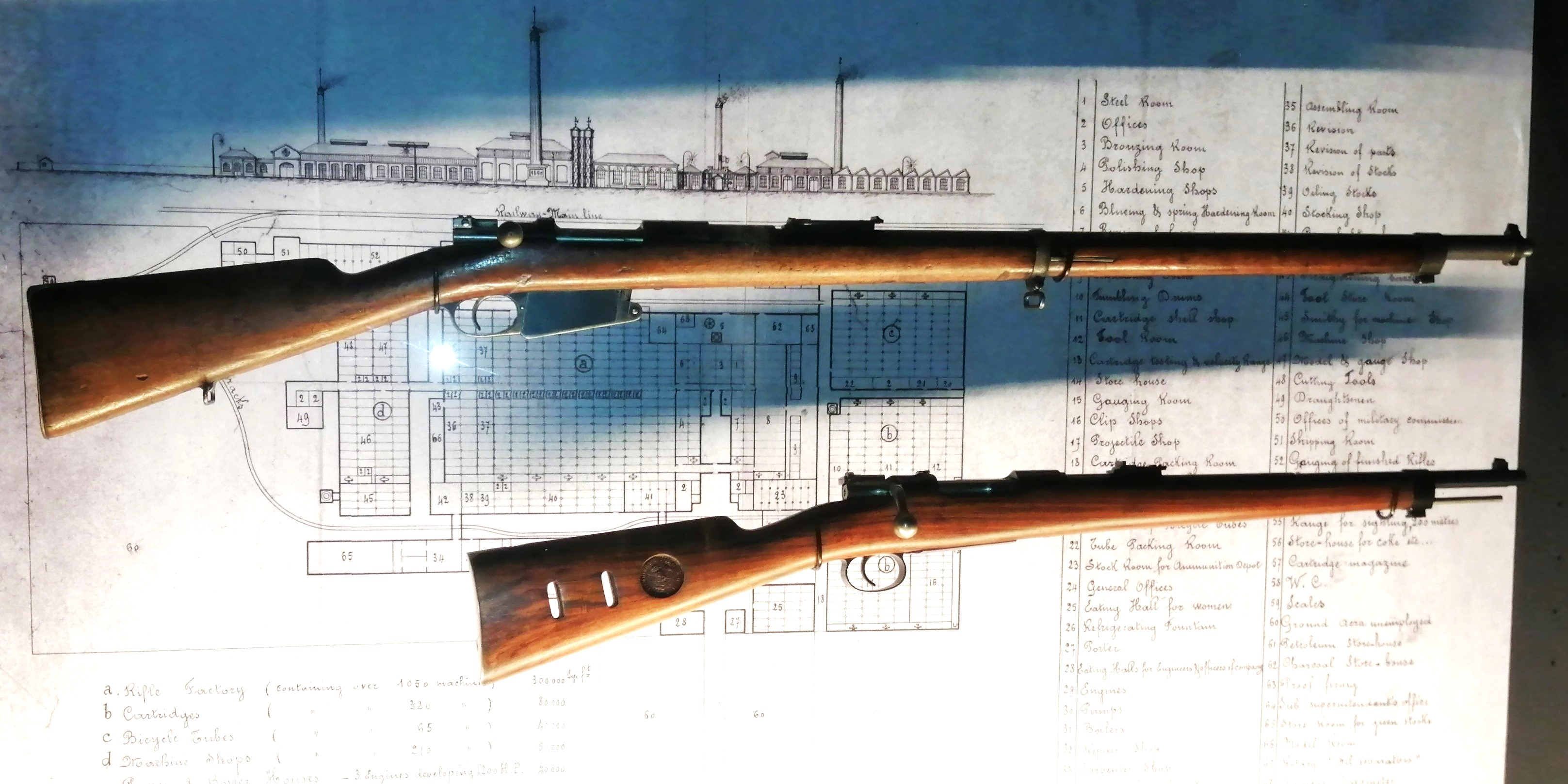
Le Fusil Mauser 1889 (haut) et la carabine Mauser 1893 (bas) étaient en service dans l'Armée belge et la Garde Civique pendant la Première Guerre mondiale.

Le fusil d'infanterie Mauser Modèle 1889 est le premier des Mauser belges. Son adoption est à l'origine de la création de la FN Herstal.

## Introduction
Le FN Mauser 1889 est issu du Mauser 1888 qui a été développé pour l'utilisation de la poudre sans fumée plus puissante et produisant moins d'encrassement que la poudre noire. Le FN Mauser 1889 a été adapté aux exigences belges : calibre 7,65 Mauser au lieu du 7,92 Mauser, nouveau type de magasin, alimentation par lame-chargeur et tête de verrou non amovible.
Il en fut aussi dérivé les Mauser M1890 (Turquie), M1891 (Argentine, Bolivie, Pérou, Colombie, Équateur), M1894 (Brésil),...
Ce groupe d'armes regroupe des fusils et carabines de calibre 7,65 mm Mauser à culasse, adoptée par l'Armée belge entre 1889 et 1964.
- Fusil 1889
- Carabines 1889
- Carabine 1893 (type Mauser espagnol)
- Carabine 1916
- Fusil 1935 (type Mauser FN 1930)
- Fusil 1936 (ou 1889/1936)

## Le fusil M1889
Le fusil Mauser belge modèle 1889 est construit en bois et en acier forgé. Il tire la munition 7,65 mm Mauser. Il possède une crosse droite formant également fût, un canon muni d'un manchon et un garde-main court en bois. Le levier d'armement est droit. La culasse à verrou rotatif comprend deux tenons antérieurs de verrouillage. Le magasin externe (5 cartouches) est alimenté par lames-chargeur non introduite. L'extracteur ne tourne pas. La hausse à cran et à planchette est graduée de 100 à 2 000 m. Le guidon est nu. L'arme reçoit une baïonnette. La bretelle est fixée sous l'arme. Elle équipa l'infanterie, le génie et la Garde civique.
Fusil M1889
- Fabricants : Manufacture d'Armes de l'Etat, FN Herstal, Anciens Etablissements Pieper
- Longueur totale : 1,28 m
- Masse à vide : 4 kg
- Baïonnette : type poignard M1889 (lame de 25 cm ou de 30 cm pour ceux de la Garde civique), type épée 1916 (lame de 45 cm)

## Les carabines 1889

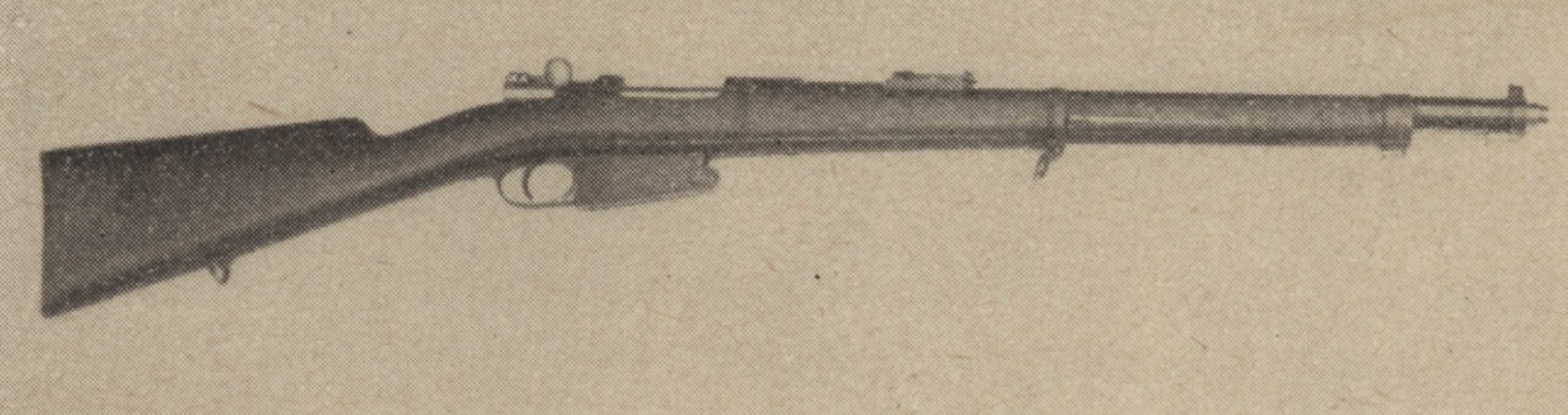
La Carabine Mle 1889 fut mise en service dans la Wehrmacht comme Karabiner 451 (b).

Après l’introduction du fusil modèle 1889, une arme plus compacte pour les troupes montées a été recherchée.
Ces carabines sont des versions raccourcies qui diffèrent entre elles par la masse, la longueur etc...

### Carabine 1889
Sur ce modèle de carabine 1889, seuls le canon et le carénage du canon d’un fusil modèle 1889 ont été raccourcis et il a été équipé d’un nouveau viseur d’échelle.
En septembre 1892, l’arme a été officiellement introduite, mais elle ne répondait pas pleinement aux besoins de la cavalerie, principalement en raison de son poids et des supports de ceinture qui étaient considérés comme inadaptés en termes de forme et de position.
Ce modèle existe avec levier du verrou droit ou courbé. La version à levier courbé est dit « Yatagan »
- Fabricants : Manufacture d'Armes de l'Etat, FN Herstal
- Longueur totale : 1,045 m

### Carabine allégée modèle 1889
Ce modèle de carabine allégée 1889  a été introduit vers 1899 sous le nom de carabine légère modèle 1889 et utilisée par les chasseurs à cheval, les guides et les lanciers, entre autres.
La production de ces carabines, semble-t-il, n’a eu lieu qu’à la Manufacture d’Armes de l’État ; à l'origine, elle n'était pas prévue pour le montage d'une baïonnette.
Ce modèle existe avec levier du verrou droit ou courbé. La version à levier courbé est dit « Yatagan ».
- Fabricants : Manufacture d'Armes de l'Etat
- Longueur totale : 0,89 m

### Carabine modèle 1889 de la garde civique bruxelloise
Au début des années 1890, la garde civile bruxelloise cherche une carabine. Leur intérêt s’est porté sur la carabine modèle 1894 que FN Herstal fabriquait pour le Brésil à l’époque. Moins de 200 de ces armes ont été achetées par l’unité bruxelloise qui l'utilise sous le dénomination carabine modèle 1889 pour les chasseurs-cyclistes de la garde civique bruxelloise.
La carabine modèle 1889 de la garde civique bruxelloise, contrairement aux autres fusils et carabines modèle 1889, avait un canon en calibre 7,65 Mauser, qui n’était pas enveloppé d’un carénage de canon, et un magasin dont les 5 cartouches étaient placées en quinconce et donc ne dépassaient pas de la boiserie.
- Fabricants : FN Herstal
- Longueur totale : 0,95 m

### Carabine modèle 1916

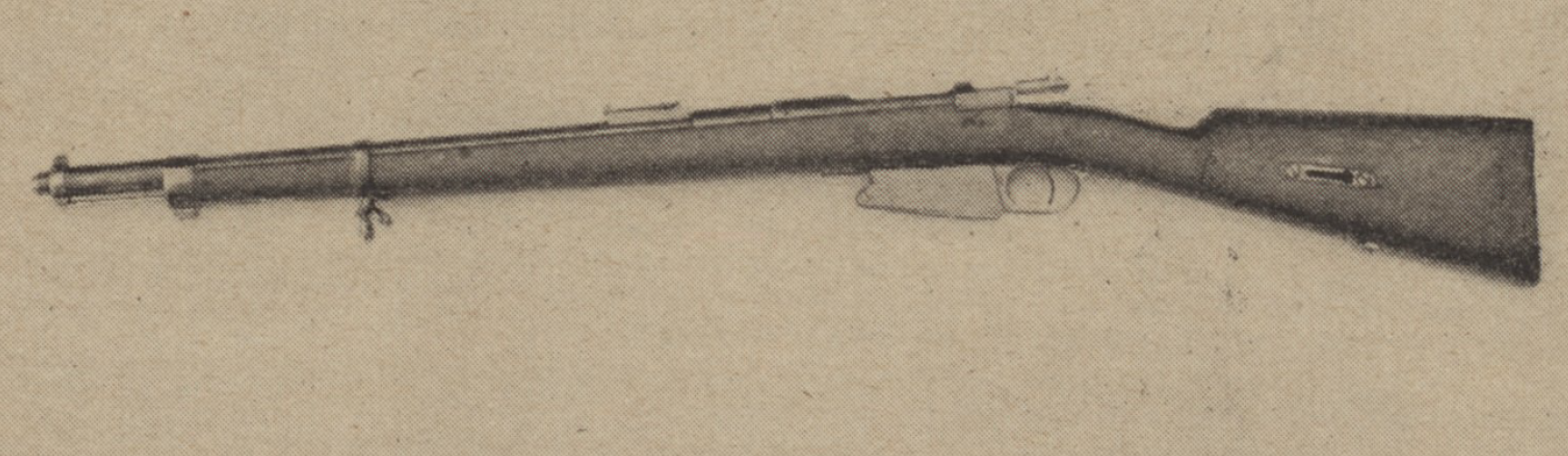
Sous le nom de Karabiner 453 (b), la Carabine 1916 fut utiliser par les soldats allemands entre 1940 et 1945.

Au début de la Première Guerre mondiale, la défense belge manque d’armes à feu.
Durant la Première Guerre mondiale, l’arsenal belge de Birmingham, en Grande-Bretagne, entreprend la conversion des différentes carabines modèle 1889  et la production de nouvelles carabines en une version standardisée modèle 1916.
- Fabricants : arsenal belge de Birmingham

## La carabine M1893
Après la production des Mauser 1889 pour la Belgique, la FN HERSTAL chercha des opportunités d’exportation.
La livraison de fusils et de carabines 1894 au Brésil en fut le premier résultat. Il s’agissait d’armes type Mauser modèle 1893, livrées au Brésil avec la description brésilienne « modèle 1894 ».
La carabine modèle 1894 (brésilienne) avait un canon de calibre 7,65 Mauser qui, contrairement aux fusils et carabines modèle 1889, n’était pas enveloppé d’une gaine de canon.
Le magasin vertical intégré à la crosse avait une capacité de 5 coups avec les cartouches en quinconce (double rangée).
La Force Publique du Congo Belge a acheté ces carabines modèle 1893 à la FN Herstal pour le cadre blanc et l’a appelée « la carabine brésilienne ».
La garde civique bruxelloise les a également introduits sous le nom de carabine modèle 1889 pour les chasseurs-cyclistes de la garde civique de bruxelloise.

## Le fusil M1935
Le fusil Mauser modèle 1935 est dérivé du Mauser 1898 et très proche du Mauser 98k. Cette arme, adoptée en 1935 par l'Armée belge, est une adaptation du Mauser FN 24/30 et est chambrée en calibre 7,65 Mauser.
La hausse à planchette et le curseur sont de type classique. Le guidon et son embase ainsi que la grenadière sont particuliers à ce modèle.
Le canon n'étant plus chemisé comme pour les modèles 1889, le diamètre de l'extrémité du canon est donc réduit ce qui a impliqué une réduction du diamètre de l'anneau de la garde des baïonnettes à 15,5 mm au lieu des 17,5mm.
Fusil M1935
- Fabricants : FN Herstal, Manufacture d'Armes de l'Etat, Anciens Etablissements Pieper
- Longueur totale : 1,1 m
- Masse à vide : 4 kg
- Baïonnette :  type épée 1916 (lame de 45 cm) etc.

## Le fusil M1936
En service dans l'Armée belge de 1936 à 1940, le Fusil Mauser modèle 1936 (ou 1889/1936) est issu de la modification du Fusil 1889, comprenant l'intégration d'un canon de 60 cm (au lieu de 78 cm pour la version de la Grande Guerre), avec protège guidon et du même système de culasse que le M1935.

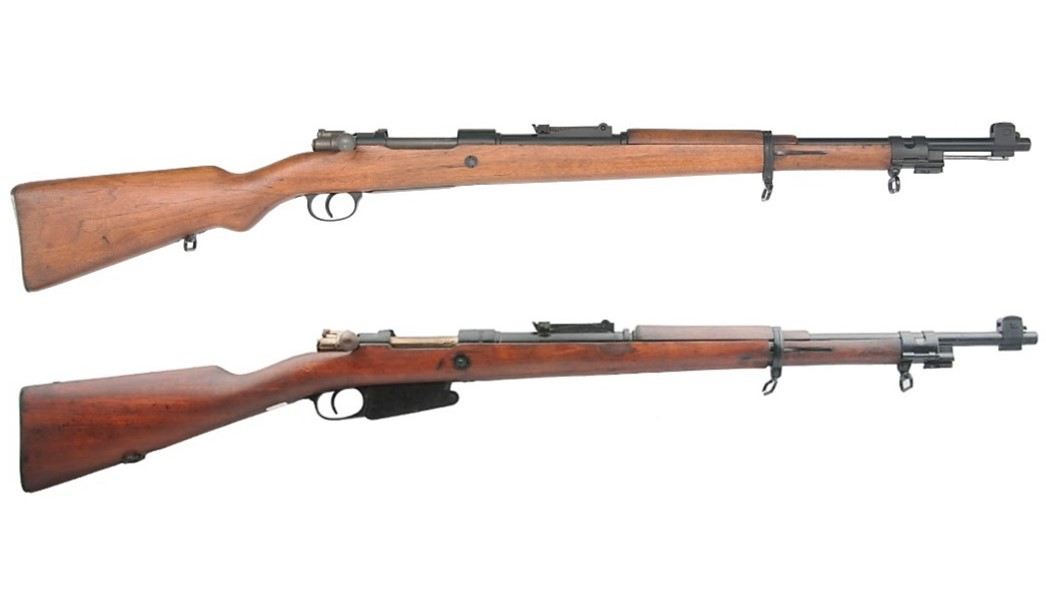
Les fusils Mauser 1935 (en haut) et 1936 (en bas) de l'armée belge connurent le feu durant la Campagne des 18 jours.

Il se distingue visuellement du M1935 par le magasin apparent (magasin du M1889) et la crosse droite du M1889.
Fusil M1936
- Fabricants : Manufacture d'Armes de l'Etat, FN Herstal
- Longueur totale : 1,1 m
- Masse à vide : 3,9 kg
- Baïonnette :  type épée 1916 (lame de 45 cm) etc.

## Autres fusils Mauser en service dans l'armée belge
Durant la Grande Guerre, les snipers belges utilisaient des Mauser Turcs, équipés de lunettes de visée choisies par l'Armée britannique sur le Front d'Orient. Durant l'Entre-deux-guerres, l'armée belge était partiellement dotée de Mauser G98 et K98a rechambrés en 7, 65 Mauser.

## Les Mauser belges au combat en Europe et en Afrique

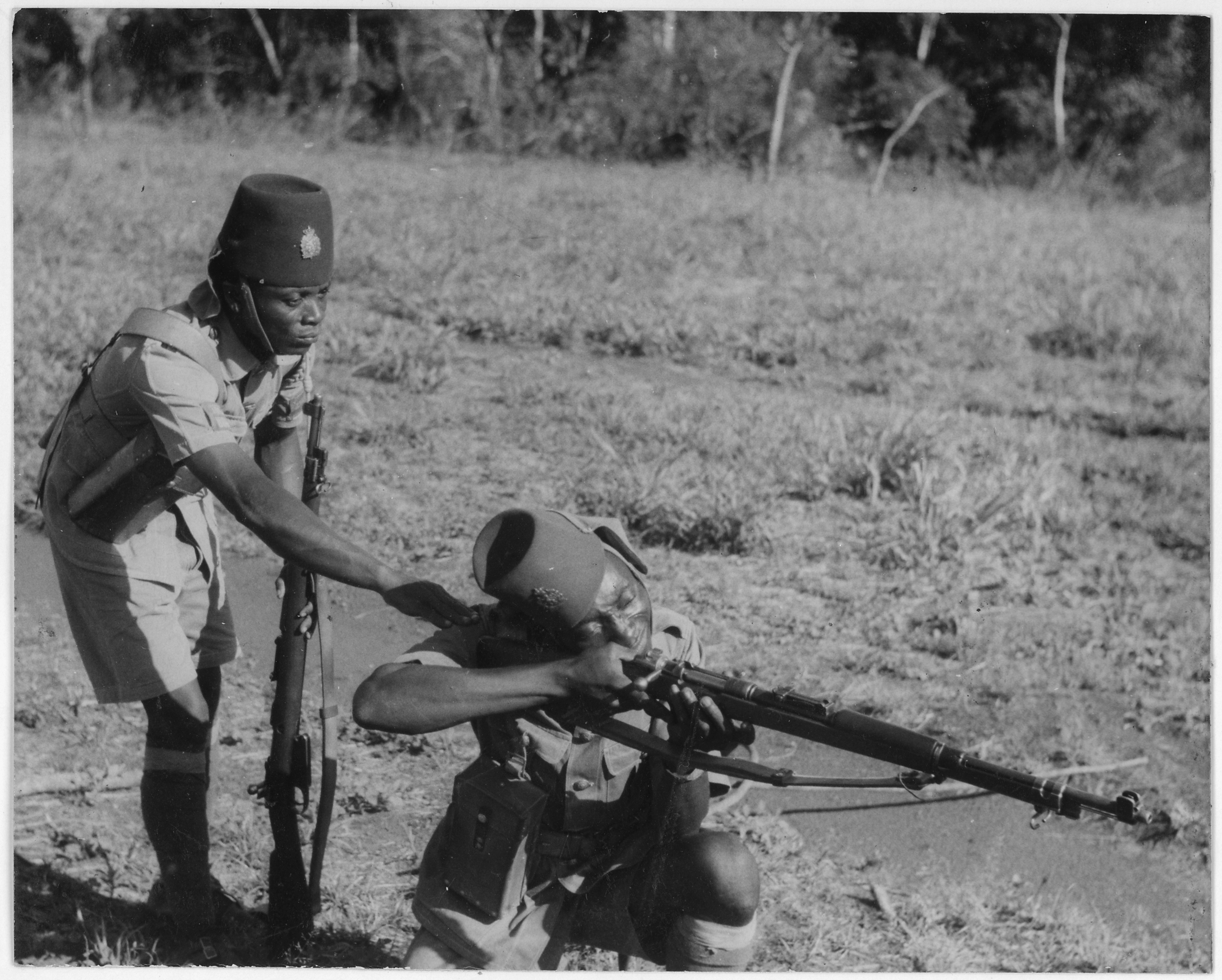
Campagne d'Afrique de l'Est (1940-1943) : 2 soldats congolais de la Force publique armés de Mauser 1889/1936.

## Les Mauser belges dans la culture populaire
Dans L'Oreille cassée (6e album des Aventures de Tintin) les soldats du San Theodoros, comme ceux du  Nuevo Rico, sont armés de fusils d'infanterie Mauser 1889, fournis par le trafiquant d'armes Basil Bazaroff, lors de la Guerre du Gran Chapo. Dans Tintin au pays de l'or noir (15e album de la même série de bd) , les bédouins rebelles du cheik Bab El Ehr sont armés de carabines de cavalerie  Mauser M1916, alors que l'armée royale du Khemed est dotée de Lee-Enfield Mark III.

## Les baïonnettes pour Mauser belges

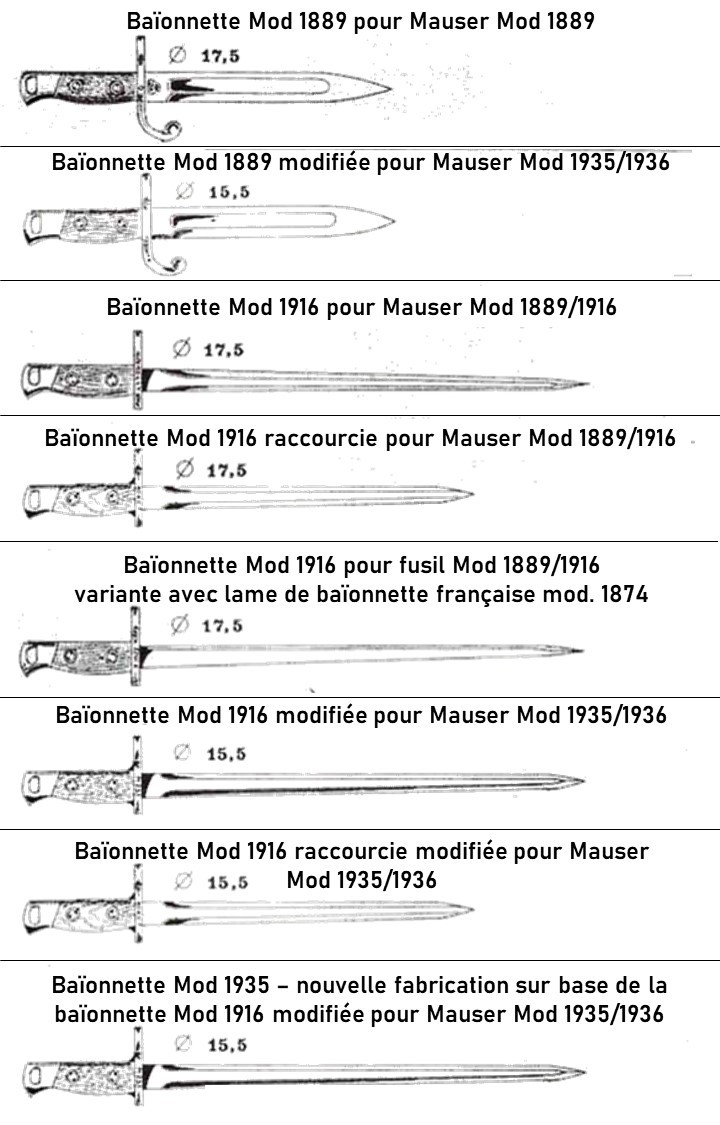
Illustration de différents modèles de baïonnettes pour Mauser belges

Le premier type de baïonnette pour Mauser belge était le modèle 1889, fabriqué pour les fusils Mauser 1889. Cette baïonnette avait une lame de 25 cm et comportait un crochet utilisé pour le maintien réglementaire en faisceau de trois fusils. Certaines ont été adaptées pour l'utilisation sur les Mauser modèles 1935 et 1936. Cette modification consiste à placer un insert afin de réduire le diamètre de l'anneau de la garde des baïonnettes à 15,5 mm.
Il existe une variante de la baïonnette 1889 pour la garde civique, avec une lame de 30cm.
En 1916, avec la conversion des différentes carabines modèle 1889 et la production de nouvelles carabines en une version standardisée modèle 1916, sont apparues différentes versions de baïonnettes 1916. La version longue dite « épée » avec une lame de 45cm, une version raccourcie de la version épée, et également une variante avec une lame de baïonnette française modèle 1874. Comme pour le modèle 1889, certaines de ces baïonnettes ont été adaptées pour l'utilisation sur les Mauser modèles 1935 et 1936.
La nouvelle production de baïonnette pour les fusils Mauser modèles 1935 et 1936 était basée sur le modèle 1916 version longue dite « épée ».

## Sources
- Martin J. Dougherty, Armes à feu : encyclopédie visuelle, Elcy éditions, 304 p. (ISBN 9782753205215), p. 124-125.
- Fondation Ars Mechanica - Herstal Group, Ars Mechanica - La Force d'innover, Fondation Ars Mechanica - Herstal Group, 2023, 399 p.
- Luc Guillou, Mauser : fusils et carabines militaires, 2 tomes, Editions du Portail, 1997 et 2004.
- Jean Huon, Le Mauser 98 et ses dérivés, Crépin Leblond, 2003.
- Edward Clinton Ezell, Encyclopédie Mondiale des Armes légères, Paris, Pygmalion, 1980 et 1989 (1re et 2e éd. françaises).
- Ian V. Hogg et John Week, Les Armes légères du XXe Siècle, Paris, Editions de Vecchi, 1981.
- AMI/ArMI/Fire (divers numéros de cette revue belge)
- CADIOU ( Yves Louis ), « Paul Mauser et ses Armes », Gazette des Armes HS N° 7, 1978.
- « Le Mauser belge modèle 1889 », par Patrick DENAMUR, Cibles N° 584, novembre 2018.